# شیر شاهدانه
شیر شاهدانه یا شیر دانه شاهدانه شیر گیاهی است که از دانه‌های شاهدانه که در آب خیس و آسیاب می‌شود تهیه می‌شود. نتیجه آن از نظر رنگ، بافت و طعم شبیه شیر است. شاهدانه برای رشد ارگانیک و برچسب‌گذاری مناسب است. شیر شاهدانه ساده ممکن است علاوه بر آن شیرین یا طعم دار شود.
در مقایسه با شیر سویا، در فرهنگ قهوه، شیر شاهدانه هنر لاته بهتری تولید می‌کند و بافتی شبیه شیر گاو دارد.